# Margam ibn Sebir
Margam ibn Sebir (fl. XIII secolo) è stato un emiro tunisino.

## Biografia

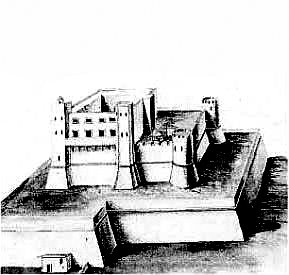
Il castello Matagrifone, luogo della comune prigionia di Macalda e ibn Sebir, teatro delle loro partite a scacchi e degli atteggiamenti esibiti della donna

Margam ibn Sebir era l'emiro dell'isola di Gerba. Nel 1284, presso le coste africane, fu fatto prigioniero dalla flotta degli Aragonesi del Regno di Sicilia mentre, in fuga verso Tunisi, tentava di sottrarsi all'assedio navale imposto dall'ammiraglio aragonese Ruggero di Lauria.
Una volta catturato, l'emiro fu condotto in Sicilia e imprigionato a Messina, nel castello Matagrifone (detto anche Roccaguelfonia). Della sua prigionia si conserva un aneddoto che lo vede protagonista insieme all'avventuriera e dama di compagnia siciliana Macalda Scaletta: i due, infatti, entrambi costretti nello stesso luogo, si intrattenevano reciprocamente ingaggiando partite a scacchi